# WTA Tour 2019
WTA Tour 2019 – sezon profesjonalnych kobiecych turniejów tenisowych organizowanych przez Women’s Tennis Association w 2019 roku. WTA Tour 2019 obejmuje turnieje wielkoszlemowe (organizowane przez Międzynarodową Federację Tenisową), turnieje kategorii WTA Premier Series i WTA International Series, Puchar Federacji (organizowane przez ITF), kończące sezon zawody WTA Elite Trophy i WTA Finals.

## Kalendarz turniejów
| Wielki Szlem             |
| WTA Championships        |
| WTA Premier Mandatory    |
| WTA Premier 5            |
| WTA Premier              |
| WTA International Series |

### Styczeń
| Tydzień | Data        | Turniej                                                                       | Zwyciężczynie                            | Wynik            | Finalistki                          | Półfinalistki                      | Ćwierćfinalistki                                                                |
| ------- | ----------- | ----------------------------------------------------------------------------- | ---------------------------------------- | ---------------- | ----------------------------------- | ---------------------------------- | ------------------------------------------------------------------------------- |
| 1.      | 31 grudnia  | Brisbane International Brisbane WTA Premier 1 000 000 $ – Twarda              | Karolína Plíšková                        | 4:6, 7:5, 6:2    | Łesia Curenko                       | Donna Vekić Naomi Ōsaka            | Alaksandra Sasnowicz Ajla Tomljanović Anett Kontaveit Anastasija Sevastova      |
| 1.      | 31 grudnia  | Brisbane International Brisbane WTA Premier 1 000 000 $ – Twarda              | Nicole Melichar Květa Peschke            | 6:1, 6:1         | Chan Hao-ching Latisha Chan         | Donna Vekić Naomi Ōsaka            | Alaksandra Sasnowicz Ajla Tomljanović Anett Kontaveit Anastasija Sevastova      |
| 1.      | 31 grudnia  | Shenzhen Open Shenzhen WTA International Series 750 000 $ – Twarda            | Aryna Sabalenka                          | 4:6, 7:6(2), 6:3 | Alison Riske                        | Wang Yafan Wiera Zwonariowa        | Marija Szarapowa Monica Niculescu Sorana Cîrstea Wieronika Kudiermietowa        |
| 1.      | 31 grudnia  | Shenzhen Open Shenzhen WTA International Series 750 000 $ – Twarda            | Peng Shuai Yang Zhaoxuan                 | 6:4, 6:3         | Duan Yingying Renata Voráčová       | Wang Yafan Wiera Zwonariowa        | Marija Szarapowa Monica Niculescu Sorana Cîrstea Wieronika Kudiermietowa        |
| 1.      | 31 grudnia  | ASB Classic Auckland WTA International Series 250 000 $ – Twarda              | Julia Görges                             | 2:6, 7:5, 6:1    | Bianca Andreescu                    | Hsieh Su-wei Viktória Kužmová      | Venus Williams Sara Sorribes Tormo Amanda Anisimova Eugenie Bouchard            |
| 1.      | 31 grudnia  | ASB Classic Auckland WTA International Series 250 000 $ – Twarda              | Eugenie Bouchard Sofia Kenin             | 1:6, 6:1, 10–7   | Paige Mary Hourigan Taylor Townsend | Hsieh Su-wei Viktória Kužmová      | Venus Williams Sara Sorribes Tormo Amanda Anisimova Eugenie Bouchard            |
| 2.      | 7 stycznia  | Sydney International Sydney WTA Premier 823 000 $ – Twarda                    | Petra Kvitová                            | 1:6, 7:5, 7:6(3) | Ashleigh Barty                      | Kiki Bertens Alaksandra Sasnowicz  | Elise Mertens Julija Putincewa Timea Bacsinszky Angelique Kerber                |
| 2.      | 7 stycznia  | Sydney International Sydney WTA Premier 823 000 $ – Twarda                    | Aleksandra Krunić Kateřina Siniaková     | 6:1, 7:6(3)      | Eri Hozumi Alicja Rosolska          | Kiki Bertens Alaksandra Sasnowicz  | Elise Mertens Julija Putincewa Timea Bacsinszky Angelique Kerber                |
| 2.      | 7 stycznia  | Hobart International Hobart WTA International Series 250 000 $ – Twarda       | Sofia Kenin                              | 6:3, 6:0         | Anna Schmiedlová                    | Alizé Cornet Belinda Bencic        | Kirsten Flipkens Greet Minnen Irina-Camelia Begu Dajana Jastremśka              |
| 2.      | 7 stycznia  | Hobart International Hobart WTA International Series 250 000 $ – Twarda       | Chan Hao-ching Latisha Chan              | 6:3, 3:6, 10–6   | Kirsten Flipkens Johanna Larsson    | Alizé Cornet Belinda Bencic        | Kirsten Flipkens Greet Minnen Irina-Camelia Begu Dajana Jastremśka              |
| 3.–4.   | 14 stycznia | Australian Open Melbourne Wielki Szlem 28 814 100 A$ – Twarda                 | Naomi Ōsaka                              | 7:6(2), 5:7, 6:4 | Petra Kvitová                       | Karolína Plíšková Danielle Collins | Serena Williams Elina Switolina Ashleigh Barty Anastasija Pawluczenkowa         |
| 3.–4.   | 14 stycznia | Australian Open Melbourne Wielki Szlem 28 814 100 A$ – Twarda                 | Samantha Stosur Zhang Shuai              | 6:3, 6:4         | Tímea Babos Kristina Mladenovic     | Karolína Plíšková Danielle Collins | Serena Williams Elina Switolina Ashleigh Barty Anastasija Pawluczenkowa         |
| 3.–4.   | 14 stycznia | Australian Open Melbourne Wielki Szlem 28 814 100 A$ – Twarda                 | Barbora Krejčíková Rajeev Ram            | 7:6(3), 6:1      | Astra Sharma John-Patrick Smith     | Karolína Plíšková Danielle Collins | Serena Williams Elina Switolina Ashleigh Barty Anastasija Pawluczenkowa         |
| 5.      | 28 stycznia | St. Petersburg Ladies Trophy Petersburg WTA Premier 823 000 $ – Twarda (hala) | Kiki Bertens                             | 7:6(2), 6:4      | Donna Vekić                         | Wiera Zwonariowa Aryna Sabalenka   | Petra Kvitová Darja Kasatkina Jekatierina Aleksandrowa Anastasija Pawluczenkowa |
| 5.      | 28 stycznia | St. Petersburg Ladies Trophy Petersburg WTA Premier 823 000 $ – Twarda (hala) | Margarita Gasparian Jekatierina Makarowa | 7:5, 7:5         | Anna Kalinska Viktória Kužmová      | Wiera Zwonariowa Aryna Sabalenka   | Petra Kvitová Darja Kasatkina Jekatierina Aleksandrowa Anastasija Pawluczenkowa |
| 5.      | 28 stycznia | Hua Hin Championships Hua Hin WTA International Series 250 000 $ – Twarda     | Dajana Jastremśka                        | 6:2, 2:6, 7:6(3) | Ajla Tomljanović                    | Magda Linette Tamara Zidanšek      | Garbiñe Muguruza Wang Yafan Zheng Saisai Viktorija Golubic                      |
| 5.      | 28 stycznia | Hua Hin Championships Hua Hin WTA International Series 250 000 $ – Twarda     | Irina-Camelia Begu Monica Niculescu      | 2:6, 6:1, 12–10  | Anna Blinkowa Wang Yafan            | Magda Linette Tamara Zidanšek      | Garbiñe Muguruza Wang Yafan Zheng Saisai Viktorija Golubic                      |

### Luty
| Tydzień | Data      | Turniej                                                                            | Zwyciężczynie                             | Wynik                       | Finalistki                          | Półfinalistki                                | Ćwierćfinalistki                                                      |
| ------- | --------- | ---------------------------------------------------------------------------------- | ----------------------------------------- | --------------------------- | ----------------------------------- | -------------------------------------------- | --------------------------------------------------------------------- |
| 6.      | 4 lutego  | Rozgrywki Pucharu Federacji                                                        | Rozgrywki Pucharu Federacji               | Rozgrywki Pucharu Federacji | Rozgrywki Pucharu Federacji         | Rozgrywki Pucharu Federacji                  | Rozgrywki Pucharu Federacji                                           |
| 7.      | 11 lutego | Qatar Total Open Doha WTA Premier 916 131 $ – Twarda                               | Elise Mertens                             | 3:6, 6:4, 6:3               | Simona Halep                        | Elina Switolina Angelique Kerber             | Julia Görges Karolína Muchová Barbora Strýcová Kiki Bertens           |
| 7.      | 11 lutego | Qatar Total Open Doha WTA Premier 916 131 $ – Twarda                               | Chan Hao-ching Latisha Chan               | 6:1, 3:6, 10–6              | Anna-Lena Grönefeld Demi Schuurs    | Elina Switolina Angelique Kerber             | Julia Görges Karolína Muchová Barbora Strýcová Kiki Bertens           |
| 8.      | 18 lutego | Dubai Tennis Championships Dubaj WTA Premier 5 2 828 000 $ – Twarda                | Belinda Bencic                            | 6:3, 1:6, 6:2               | Petra Kvitová                       | Elina Switolina Hsieh Su-wei                 | Carla Suárez Navarro Viktória Kužmová Simona Halep Karolína Plíšková  |
| 8.      | 18 lutego | Dubai Tennis Championships Dubaj WTA Premier 5 2 828 000 $ – Twarda                | Hsieh Su-wei Barbora Strýcová             | 6:4, 6:4                    | Lucie Hradecká Jekatierina Makarowa | Elina Switolina Hsieh Su-wei                 | Carla Suárez Navarro Viktória Kužmová Simona Halep Karolína Plíšková  |
| 8.      | 18 lutego | Hungarian Ladies Open Budapeszt WTA International Series 250 000 $ – Twarda (hala) | Alison Van Uytvanck                       | 1:6, 7:5, 6:2               | Markéta Vondroušová                 | Jekatierina Aleksandrowa Anastasija Potapowa | Kateryna Kozłowa Pauline Parmentier Sorana Cîrstea Irina-Camelia Begu |
| 8.      | 18 lutego | Hungarian Ladies Open Budapeszt WTA International Series 250 000 $ – Twarda (hala) | Jekatierina Aleksandrowa Wiera Zwonariowa | 6:4, 4:6, 10–7              | Fanny Stollár Heather Watson        | Jekatierina Aleksandrowa Anastasija Potapowa | Kateryna Kozłowa Pauline Parmentier Sorana Cîrstea Irina-Camelia Begu |
| 9.      | 25 lutego | Abierto Mexicano Telcel Acapulco WTA International Series 250 000 $ – Twarda       | Wang Yafan                                | 2:6, 6:3, 7:5               | Sofia Kenin                         | Donna Vekić Bianca Andreescu                 | Beatriz Haddad Maia Johanna Konta Zheng Saisai Wiktoryja Azaranka     |
| 9.      | 25 lutego | Abierto Mexicano Telcel Acapulco WTA International Series 250 000 $ – Twarda       | Wiktoryja Azaranka Zheng Saisai           | 6:1, 6:2                    | Desirae Krawczyk Giuliana Olmos     | Donna Vekić Bianca Andreescu                 | Beatriz Haddad Maia Johanna Konta Zheng Saisai Wiktoryja Azaranka     |

### Marzec
| Tydzień | Data     | Turniej                                                                  | Zwyciężczynie                 | Wynik         | Finalistki                            | Półfinalistki                  | Ćwierćfinalistki                                                      |
| ------- | -------- | ------------------------------------------------------------------------ | ----------------------------- | ------------- | ------------------------------------- | ------------------------------ | --------------------------------------------------------------------- |
| 10.–11. | 4 marca  | BNP Paribas Open Indian Wells WTA Premier Mandatory 9 035 428 $ – Twarda | Bianca Andreescu              | 6:4, 3:6, 6:4 | Angelique Kerber                      | Belinda Bencic Elina Switolina | Karolína Plíšková Venus Williams Garbiñe Muguruza Markéta Vondroušová |
| 10.–11. | 4 marca  | BNP Paribas Open Indian Wells WTA Premier Mandatory 9 035 428 $ – Twarda | Elise Mertens Aryna Sabalenka | 6:3, 6:2      | Barbora Krejčíková Kateřina Siniaková | Belinda Bencic Elina Switolina | Karolína Plíšková Venus Williams Garbiñe Muguruza Markéta Vondroušová |
| 12.–13. | 20 marca | Miami Open Miami WTA Premier Mandatory 9 035 428 $ – Twarda              | Ashleigh Barty                | 7:6(1), 6:3   | Karolína Plíšková                     | Anett Kontaveit Simona Halep   | Hsieh Su-wei Petra Kvitová Markéta Vondroušová Wang Qiang             |
| 12.–13. | 20 marca | Miami Open Miami WTA Premier Mandatory 9 035 428 $ – Twarda              | Elise Mertens Aryna Sabalenka | 7:6(5), 6:2   | Samantha Stosur Zhang Shuai           | Anett Kontaveit Simona Halep   | Hsieh Su-wei Petra Kvitová Markéta Vondroušová Wang Qiang             |

### Kwiecień
| Tydzień | Data        | Turniej                                                                    | Zwyciężczynie                                   | Wynik                       | Finalistki                                 | Półfinalistki                         | Ćwierćfinalistki                                                              |
| ------- | ----------- | -------------------------------------------------------------------------- | ----------------------------------------------- | --------------------------- | ------------------------------------------ | ------------------------------------- | ----------------------------------------------------------------------------- |
| 14.     | 1 kwietnia  | Charleston Open Charleston WTA Premier 823 000 $ – Ceglana                 | Madison Keys                                    | 7:6(5), 6:3                 | Caroline Wozniacki                         | Monica Puig Petra Martić              | Sloane Stephens Danielle Collins Belinda Bencic Maria Sakari                  |
| 14.     | 1 kwietnia  | Charleston Open Charleston WTA Premier 823 000 $ – Ceglana                 | Anna-Lena Grönefeld Alicja Rosolska             | 7:6(7), 6:2                 | Irina Chromaczowa Wieronika Kudiermietowa  | Monica Puig Petra Martić              | Sloane Stephens Danielle Collins Belinda Bencic Maria Sakari                  |
| 14.     | 1 kwietnia  | Monterrey Open Monterrey WTA International Series 250 000 $ – Twarda       | Garbiñe Muguruza                                | 6:1, 3:1 krecz              | Wiktoryja Azaranka                         | Angelique Kerber Magdaléna Rybáriková | Kirsten Flipkens Anastasija Pawluczenkowa Sachia Vickery Kristina Mladenovic  |
| 14.     | 1 kwietnia  | Monterrey Open Monterrey WTA International Series 250 000 $ – Twarda       | Asia Muhammad Maria Sanchez                     | 7:6(2), 6:4                 | Monique Adamczak Jessica Moore             | Angelique Kerber Magdaléna Rybáriková | Kirsten Flipkens Anastasija Pawluczenkowa Sachia Vickery Kristina Mladenovic  |
| 15.     | 8 kwietnia  | Ladies Open Lugano Lugano WTA International Series 250 000 $ – Ceglana     | Polona Hercog                                   | 6:3, 3:6, 6:3               | Iga Świątek                                | Kristýna Plíšková Fiona Ferro         | Swietłana Kuzniecowa Wiera Łapko Stefanie Vögele Wieronika Kudiermietowa      |
| 15.     | 8 kwietnia  | Ladies Open Lugano Lugano WTA International Series 250 000 $ – Ceglana     | Sorana Cîrstea Andreea Mitu                     | 1:6, 6:2, 10–8              | Wieronika Kudiermietowa Galina Woskobojewa | Kristýna Plíšková Fiona Ferro         | Swietłana Kuzniecowa Wiera Łapko Stefanie Vögele Wieronika Kudiermietowa      |
| 15.     | 8 kwietnia  | Claro Open Colsanitas Bogota WTA International Series 250 000 $ – Ceglana  | Amanda Anisimova                                | 4:6, 6:4, 6:1               | Astra Sharma                               | Beatriz Haddad Maia Lara Arruabarrena | María Camila Osorio Serrano Sara Sorribes Tormo Tamara Zidanšek Sara Errani   |
| 15.     | 8 kwietnia  | Claro Open Colsanitas Bogota WTA International Series 250 000 $ – Ceglana  | Zoe Hives Astra Sharma                          | 6:1, 6:2                    | Hayley Carter Ena Shibahara                | Beatriz Haddad Maia Lara Arruabarrena | María Camila Osorio Serrano Sara Sorribes Tormo Tamara Zidanšek Sara Errani   |
| 16.     | 15 kwietnia | Rozgrywki Pucharu Federacji                                                | Rozgrywki Pucharu Federacji                     | Rozgrywki Pucharu Federacji | Rozgrywki Pucharu Federacji                | Rozgrywki Pucharu Federacji           | Rozgrywki Pucharu Federacji                                                   |
| 17.     | 22 kwietnia | Porsche Tennis Grand Prix Stuttgart WTA Premier 886 077 $ – Ceglana (hala) | Petra Kvitová                                   | 6:3, 7:6(2)                 | Anett Kontaveit                            | Naomi Ōsaka Kiki Bertens              | Donna Vekić Wiktoryja Azaranka Anastasija Sevastova Angelique Kerber          |
| 17.     | 22 kwietnia | Porsche Tennis Grand Prix Stuttgart WTA Premier 886 077 $ – Ceglana (hala) | Mona Barthel Anna-Lena Friedsam                 | 2:6, 6:3, 10-6              | Anastasija Pawluczenkowa Lucie Šafářová    | Naomi Ōsaka Kiki Bertens              | Donna Vekić Wiktoryja Azaranka Anastasija Sevastova Angelique Kerber          |
| 17.     | 22 kwietnia | Istanbul Cup Stambuł WTA International Series 250 000 $ – Ceglana          | Petra Martić                                    | 1:6, 6:4, 6:1               | Markéta Vondroušová                        | Barbora Strýcová Margarita Gasparian  | Lara Arruabarrena Jelena Rybakina Kristina Mladenovic Wieronika Kudiermietowa |
| 17.     | 22 kwietnia | Istanbul Cup Stambuł WTA International Series 250 000 $ – Ceglana          | Tímea Babos Kristina Mladenovic                 | 6:1, 6:0                    | Alexa Guarachi Sabrina Santamaria          | Barbora Strýcová Margarita Gasparian  | Lara Arruabarrena Jelena Rybakina Kristina Mladenovic Wieronika Kudiermietowa |
| 18.     | 29 kwietnia | WTA Prague Open Praga WTA International Series 250 000 $ – Ceglana         | Jil Teichmann                                   | 7:6(5), 3:6, 6:4            | Karolína Muchová                           | Barbora Strýcová Bernarda Pera        | Kateřina Siniaková Tamara Korpatsch Wang Qiang Natalja Wichlancewa            |
| 18.     | 29 kwietnia | WTA Prague Open Praga WTA International Series 250 000 $ – Ceglana         | Anna Kalinska Viktória Kužmová                  | 4:6, 7:5, 10-7              | Nicole Melichar Květa Peschke              | Barbora Strýcová Bernarda Pera        | Kateřina Siniaková Tamara Korpatsch Wang Qiang Natalja Wichlancewa            |
| 18.     | 29 kwietnia | Morocco Open Rabat WTA International Series 250 000 $ – Ceglana            | Maria Sakari                                    | 2:6, 6:4, 6:1               | Johanna Konta                              | Alison Van Uytvanck Ajla Tomljanović  | Elise Mertens Ysaline Bonaventure Rebecca Peterson Hsieh Su-wei               |
| 18.     | 29 kwietnia | Morocco Open Rabat WTA International Series 250 000 $ – Ceglana            | María José Martínez Sánchez Sara Sorribes Tormo | 7:5, 6:1                    | Georgina García Pérez Oksana Kalasznikowa  | Alison Van Uytvanck Ajla Tomljanović  | Elise Mertens Ysaline Bonaventure Rebecca Peterson Hsieh Su-wei               |

### Maj
| Tydzień | Data    | Turniej                                                                             | Zwyciężczynie                     | Wynik             | Finalistki                       | Półfinalistki                     | Ćwierćfinalistki                                                           |
| ------- | ------- | ----------------------------------------------------------------------------------- | --------------------------------- | ----------------- | -------------------------------- | --------------------------------- | -------------------------------------------------------------------------- |
| 19.     | 6 maja  | Madrid Open Madryt WTA Premier Mandatory 7 021 128 € – Ceglana                      | Kiki Bertens                      | 6:4, 6:4          | Simona Halep                     | Belinda Bencic Sloane Stephens    | Naomi Ōsaka Ashleigh Barty Petra Martić Petra Kvitová                      |
| 19.     | 6 maja  | Madrid Open Madryt WTA Premier Mandatory 7 021 128 € – Ceglana                      | Hsieh Su-wei Barbora Strýcová     | 6:3, 6:1          | Gabriela Dabrowski Xu Yifan      | Belinda Bencic Sloane Stephens    | Naomi Ōsaka Ashleigh Barty Petra Martić Petra Kvitová                      |
| 20.     | 13 maja | Internazionali d’Italia Rzym WTA Premier 5 3 452 538 € – Ceglana                    | Karolína Plíšková                 | 6:3, 6:4          | Johanna Konta                    | Kiki Bertens Maria Sakari         | Naomi Ōsaka Markéta Vondroušová Wiktoryja Azaranka Kristina Mladenovic     |
| 20.     | 13 maja | Internazionali d’Italia Rzym WTA Premier 5 3 452 538 € – Ceglana                    | Wiktoryja Azaranka Ashleigh Barty | 4:6, 6:0, 10-3    | Anna-Lena Grönefeld Demi Schuurs | Kiki Bertens Maria Sakari         | Naomi Ōsaka Markéta Vondroušová Wiktoryja Azaranka Kristina Mladenovic     |
| 21.     | 20 maja | Internationaux de Strasbourg Strasburg WTA International Series 250 000 € – Ceglana | Dajana Jastremśka                 | 6:4, 5:7, 7:6(3)  | Caroline Garcia                  | Chloé Paquet Aryna Sabalenka      | Darja Gawriłowa Marta Kostiuk Fiona Ferro Mónica Puig                      |
| 21.     | 20 maja | Internationaux de Strasbourg Strasburg WTA International Series 250 000 € – Ceglana | Darja Gawriłowa Ellen Perez       | 6:4, 6:3          | Duan Yingying Han Xinyun         | Chloé Paquet Aryna Sabalenka      | Darja Gawriłowa Marta Kostiuk Fiona Ferro Mónica Puig                      |
| 21.     | 20 maja | Nürnberger Cup Norymberga WTA International Series 250 000 € – Ceglana              | Julija Putincewa                  | 4:6, 6:4, 6:2     | Tamara Zidanšek                  | Sorana Cîrstea Kateřina Siniaková | Anna-Lena Friedsam Nina Stojanović Wieronika Kudiermietowa Madison Brengle |
| 21.     | 20 maja | Nürnberger Cup Norymberga WTA International Series 250 000 € – Ceglana              | Gabriela Dabrowski Xu Yifan       | 4:6, 7:6(5), 10-5 | Sharon Fichman Nicole Melichar   | Sorana Cîrstea Kateřina Siniaková | Anna-Lena Friedsam Nina Stojanović Wieronika Kudiermietowa Madison Brengle |
| 22.–23. | 27 maja | French Open Paryż Wielki Szlem 42 661 000 € – Ceglana                               | Ashleigh Barty                    | 6:1, 6:3          | Markéta Vondroušová              | Amanda Anisimova Johanna Konta    | Madison Keys Simona Halep Sloane Stephens Petra Martić                     |
| 22.–23. | 27 maja | French Open Paryż Wielki Szlem 42 661 000 € – Ceglana                               | Tímea Babos Kristina Mladenovic   | 6:2, 6:3          | Duan Yingying Zheng Saisai       | Amanda Anisimova Johanna Konta    | Madison Keys Simona Halep Sloane Stephens Petra Martić                     |
| 22.–23. | 27 maja | French Open Paryż Wielki Szlem 42 661 000 € – Ceglana                               | Latisha Chan Ivan Dodig           | 6:1, 7:6(5)       | Gabriela Dabrowski Mate Pavić    | Amanda Anisimova Johanna Konta    | Madison Keys Simona Halep Sloane Stephens Petra Martić                     |

### Czerwiec
| Tydzień | Data       | Turniej                                                                       | Zwyciężczynie                    | Wynik               | Finalistki                                      | Półfinalistki                           | Ćwierćfinalistki                                                           |
| ------- | ---------- | ----------------------------------------------------------------------------- | -------------------------------- | ------------------- | ----------------------------------------------- | --------------------------------------- | -------------------------------------------------------------------------- |
| 24.     | 10 czerwca | Nottingham Open Nottingham WTA International Series 250 000 $ – Trawiasta     | Caroline Garcia                  | 2:6, 7:6(4), 7:6(4) | Donna Vekić                                     | Jennifer Brady Tatjana Maria            | Elena-Gabriela Ruse Maria Sakkari Ajla Tomljanović Kristina Mladenovic     |
| 24.     | 10 czerwca | Nottingham Open Nottingham WTA International Series 250 000 $ – Trawiasta     | Desirae Krawczyk Giuliana Olmos  | 7:6(5), 7:5         | Ellen Perez Arina Rodionowa                     | Jennifer Brady Tatjana Maria            | Elena-Gabriela Ruse Maria Sakkari Ajla Tomljanović Kristina Mladenovic     |
| 24.     | 10 czerwca | Rosmalen Open ’s-Hertogenbosch WTA International Series 250 000 $ – Trawiasta | Alison Riske                     | 0:6, 7:6(3), 7:5    | Kiki Bertens                                    | Jelena Rybakina Wieronika Kudiermietowa | Natalja Wichlancewa Kirsten Flipkens Jekatierina Aleksandrowa Greet Minnen |
| 24.     | 10 czerwca | Rosmalen Open ’s-Hertogenbosch WTA International Series 250 000 $ – Trawiasta | Shūko Aoyama Aleksandra Krunić   | 7:6(5), 7:5         | Lesley Kerkhove Bibiane Schoofs                 | Jelena Rybakina Wieronika Kudiermietowa | Natalja Wichlancewa Kirsten Flipkens Jekatierina Aleksandrowa Greet Minnen |
| 25.     | 18 czerwca | Birmingham Classic Birmingham WTA Premier 1 006 263 $ – Trawiasta             | Ashleigh Barty                   | 6:3, 7:5            | Julia Görges                                    | Petra Martić Barbora Strýcová           | Julija Putincewa Jeļena Ostapenko Kristýna Plíšková Venus Williams         |
| 25.     | 18 czerwca | Birmingham Classic Birmingham WTA Premier 1 006 263 $ – Trawiasta             | Hsieh Su-wei Barbora Strýcová    | 6:4, 6:7(4), 10–8   | Anna-Lena Grönefeld Demi Schuurs                | Petra Martić Barbora Strýcová           | Julija Putincewa Jeļena Ostapenko Kristýna Plíšková Venus Williams         |
| 25.     | 18 czerwca | Mallorca Open Majorka WTA International Series 250 000 $ – Trawiasta          | Sofia Kenin                      | 6:7(2), 7:6(4), 6:4 | Belinda Bencic                                  | Angelique Kerber Anastasija Sevastova   | Caroline Garcia Amanda Anisimova Elise Mertens Wang Yafan                  |
| 25.     | 18 czerwca | Mallorca Open Majorka WTA International Series 250 000 $ – Trawiasta          | Kirsten Flipkens Johanna Larsson | 6:2, 6:4            | María José Martínez Sánchez Sara Sorribes Tormo | Angelique Kerber Anastasija Sevastova   | Caroline Garcia Amanda Anisimova Elise Mertens Wang Yafan                  |
| 26.     | 24 czerwca | Eastbourne International Eastbourne WTA Premier 998 712 $ – Trawiasta         | Karolína Plíšková                | 6:1, 6:4            | Angelique Kerber                                | Uns Dżabir Kiki Bertens                 | Alizé Cornet Simona Halep Aryna Sabalenka Jekatierina Aleksandrowa         |
| 26.     | 24 czerwca | Eastbourne International Eastbourne WTA Premier 998 712 $ – Trawiasta         | Chan Hao-ching Latisha Chan      | 2:6, 6:3, 10–6      | Kirsten Flipkens Bethanie Mattek-Sands          | Uns Dżabir Kiki Bertens                 | Alizé Cornet Simona Halep Aryna Sabalenka Jekatierina Aleksandrowa         |

### Lipiec
| Tydzień | Data     | Turniej                                                                   | Zwyciężczynie                      | Wynik             | Finalistki                             | Półfinalistki                         | Ćwierćfinalistki                                                         |
| ------- | -------- | ------------------------------------------------------------------------- | ---------------------------------- | ----------------- | -------------------------------------- | ------------------------------------- | ------------------------------------------------------------------------ |
| 27.–28. | 1 lipca  | Wimbledon Londyn Wielki Szlem 19 000 000 £ – Trawiasta                    | Simona Halep                       | 6:2, 6:2          | Serena Williams                        | Barbora Strýcová Elina Switolina      | Alison Riske Johanna Konta Karolina Muchova Zhang Shuai                  |
| 27.–28. | 1 lipca  | Wimbledon Londyn Wielki Szlem 19 000 000 £ – Trawiasta                    | Hsieh Su-wei Barbora Strýcová      | 6:2, 6:4          | Gabriela Dabrowski Xu Yifan            | Barbora Strýcová Elina Switolina      | Alison Riske Johanna Konta Karolina Muchova Zhang Shuai                  |
| 27.–28. | 1 lipca  | Wimbledon Londyn Wielki Szlem 19 000 000 £ – Trawiasta                    | Latisha Chan Ivan Dodig            | 6:2, 6:3          | Jelena Ostapenko Robert Lindstedt      | Barbora Strýcová Elina Switolina      | Alison Riske Johanna Konta Karolina Muchova Zhang Shuai                  |
| 29.     | 15 lipca | Bucharest Open Bukareszt WTA International Series 250 000 $ – Ceglana     | Jelena Rybakina                    | 6:2, 6:0          | Patricia Maria Țig                     | Laura Siegemund Martina Di Giuseppe   | Kristýna Plíšková Irina-Camelia Begu Barbora Krejčíková Viktória Kužmová |
| 29.     | 15 lipca | Bucharest Open Bukareszt WTA International Series 250 000 $ – Ceglana     | Viktória Kužmová Kristýna Plíšková | 6:4, 7:6(3)       | Jaqueline Cristian Elena-Gabriela Ruse | Laura Siegemund Martina Di Giuseppe   | Kristýna Plíšková Irina-Camelia Begu Barbora Krejčíková Viktória Kužmová |
| 29.     | 15 lipca | Ladies Open Lausanne Lozanna WTA International Series 250 000 $ – Ceglana | Fiona Ferro                        | 6:1, 2:6, 6:1     | Alizé Cornet                           | Tamara Korpatsch Bernarda Pera        | Jil Teichmann Natalja Wichlancewa Samantha Stosur Han Xinyun             |
| 29.     | 15 lipca | Ladies Open Lausanne Lozanna WTA International Series 250 000 $ – Ceglana | Anastasija Potapowa Jana Sizikowa  | 6:2, 6:4          | Monique Adamczak Han Xinyun            | Tamara Korpatsch Bernarda Pera        | Jil Teichmann Natalja Wichlancewa Samantha Stosur Han Xinyun             |
| 30.     | 22 lipca | Baltic Open Jurmała WTA International Series 250 000 $ – Ceglana          | Anastasija Sevastova               | 3:6, 7:5, 6:3     | Katarzyna Kawa                         | Anastasija Potapowa Bernarda Pera     | Irina Bara Patricia Maria Țig Nina Stojanović Chloé Paquet               |
| 30.     | 22 lipca | Baltic Open Jurmała WTA International Series 250 000 $ – Ceglana          | Sharon Fichman Nina Stojanović     | 2:6, 7:6(1), 10–6 | Jeļena Ostapenko Galina Woskobojewa    | Anastasija Potapowa Bernarda Pera     | Irina Bara Patricia Maria Țig Nina Stojanović Chloé Paquet               |
| 30.     | 22 lipca | Palermo Open Palermo WTA International Series 250 000 $ – Twarda          | Jil Teichmann                      | 7:6(3), 6:2       | Kiki Bertens                           | Paula Badosa Gibert Ludmiła Samsonowa | Jasmine Paolini Arantxa Rus Fiona Ferro Anna-Lena Friedsam               |
| 30.     | 22 lipca | Palermo Open Palermo WTA International Series 250 000 $ – Twarda          | Cornelia Lister Renata Voráčová    | 7:6(2), 6:2       | Ekaterine Gorgodze Arantxa Rus         | Paula Badosa Gibert Ludmiła Samsonowa | Jasmine Paolini Arantxa Rus Fiona Ferro Anna-Lena Friedsam               |
| 31.     | 29 lipca | San Jose Classic San Jose WTA Premier 876 183 $ – Twarda                  | Zheng Saisai                       | 6:3, 7:6(3)       | Aryna Sabalenka                        | Maria Sakari Donna Vekić              | Elina Switolina Amanda Anisimova Kristie Ahn Carla Suárez Navarro        |
| 31.     | 29 lipca | San Jose Classic San Jose WTA Premier 876 183 $ – Twarda                  | Nicole Melichar Květa Peschke      | 6:4, 6:4          | Shūko Aoyama Ena Shibahara             | Maria Sakari Donna Vekić              | Elina Switolina Amanda Anisimova Kristie Ahn Carla Suárez Navarro        |
| 31.     | 29 lipca | Washington Open Waszyngton WTA International Series 250 000 $ – Twarda    | Jessica Pegula                     | 6:2, 6:2          | Camila Giorgi                          | Caty McNally Anna Kalinska            | Zarina Dijas Hsieh Su-wei Lauren Davis Kristina Mladenovic               |
| 31.     | 29 lipca | Washington Open Waszyngton WTA International Series 250 000 $ – Twarda    | Cori Gauff Caty McNally            | 6:2, 6:2          | Maria Sanchez Fanny Stollár            | Caty McNally Anna Kalinska            | Zarina Dijas Hsieh Su-wei Lauren Davis Kristina Mladenovic               |

### Sierpień
| Tydzień | Data        | Turniej                                                               | Zwyciężczynie                            | Wynik          | Finalistki                           | Półfinalistki                  | Ćwierćfinalistki                                           |
| ------- | ----------- | --------------------------------------------------------------------- | ---------------------------------------- | -------------- | ------------------------------------ | ------------------------------ | ---------------------------------------------------------- |
| 32.     | 5 sierpnia  | Rogers Cup Toronto WTA Premier 5 2 830 000 $ – Twarda                 | Bianca Andreescu                         | 3:1 krecz      | Serena Williams                      | Sofia Kenin Marie Bouzková     | Elina Switolina Karolína Plíšková Simona Halep Naomi Ōsaka |
| 32.     | 5 sierpnia  | Rogers Cup Toronto WTA Premier 5 2 830 000 $ – Twarda                 | Barbora Krejčíková Kateřina Siniaková    | 7:5, 6:0       | Anna-Lena Grönefeld Demi Schuurs     | Sofia Kenin Marie Bouzková     | Elina Switolina Karolína Plíšková Simona Halep Naomi Ōsaka |
| 33.     | 13 sierpnia | Western & Southern Open Cincinnati WTA Premier 5 2 944 486 $ – Twarda | Madison Keys                             | 7:5, 7:6(5)    | Swietłana Kuzniecowa                 | Ashleigh Barty Sofia Kenin     | Maria Sakari Karolína Plíšková Venus Williams Naomi Ōsaka  |
| 33.     | 13 sierpnia | Western & Southern Open Cincinnati WTA Premier 5 2 944 486 $ – Twarda | Lucie Hradecká Andreja Klepač            | 6:4, 6:1       | Anna-Lena Grönefeld Demi Schuurs     | Ashleigh Barty Sofia Kenin     | Maria Sakari Karolína Plíšková Venus Williams Naomi Ōsaka  |
| 34.     | 20 sierpnia | Bronx Open Nowy Jork WTA International Series 250 000 $ – Twarda      | Magda Linette                            | 5:7, 7:5, 6:4  | Camila Giorgi                        | Wang Qiang Kateřina Siniaková  | Anna Blinkowa Alizé Cornet Karolína Muchová Bernarda Pera  |
| 34.     | 20 sierpnia | Bronx Open Nowy Jork WTA International Series 250 000 $ – Twarda      | Darija Jurak María José Martínez Sánchez | 7:5, 2:6, 10–7 | Margarita Gasparian Monica Niculescu | Wang Qiang Kateřina Siniaková  | Anna Blinkowa Alizé Cornet Karolína Muchová Bernarda Pera  |
| 35.–36. | 26 sierpnia | US Open Nowy Jork Wielki Szlem 26 758 750 $ – Twarda                  | Bianca Andreescu                         | 6:3, 7:5       | Serena Williams                      | Belinda Bencic Elina Switolina | Donna Vekić Elise Mertens Johanna Konta Wang Qiang         |
| 35.–36. | 26 sierpnia | US Open Nowy Jork Wielki Szlem 26 758 750 $ – Twarda                  | Elise Mertens Aryna Sabalenka            | 7:5, 7:5       | Wiktoryja Azaranka Ashleigh Barty    | Belinda Bencic Elina Switolina | Donna Vekić Elise Mertens Johanna Konta Wang Qiang         |
| 35.–36. | 26 sierpnia | US Open Nowy Jork Wielki Szlem 26 758 750 $ – Twarda                  | Bethanie Mattek-Sands Jamie Murray       | 6:2, 6:3       | Chan Hao-ching Michael Venus         | Belinda Bencic Elina Switolina | Donna Vekić Elise Mertens Johanna Konta Wang Qiang         |

### Wrzesień
| Tydzień | Data        | Turniej                                                                                 | Zwyciężczynie                         | Wynik             | Finalistki                          | Półfinalistki                              | Ćwierćfinalistki                                                     |
| ------- | ----------- | --------------------------------------------------------------------------------------- | ------------------------------------- | ----------------- | ----------------------------------- | ------------------------------------------ | -------------------------------------------------------------------- |
| 37.     | 9 września  | Zhengzhou Women’s Tennis Open Zhengzhou WTA Premier 1 000 000 $ – Twarda                | Karolína Plíšková                     | 6:3, 6:2          | Petra Martić                        | Ajla Tomljanović Kristina Mladenovic       | Sofia Kenin Zheng Saisai Aryna Sabalenka Elina Switolina             |
| 37.     | 9 września  | Zhengzhou Women’s Tennis Open Zhengzhou WTA Premier 1 000 000 $ – Twarda                | Nicole Melichar Květa Peschke         | 6:1, 7:6(2)       | Yanina Wickmayer Tamara Zidanšek    | Ajla Tomljanović Kristina Mladenovic       | Sofia Kenin Zheng Saisai Aryna Sabalenka Elina Switolina             |
| 37.     | 9 września  | Japan Women’s Open Tennis Hiroszima WTA International Series 250 000 $ – Twarda         | Nao Hibino                            | 6:3, 6:2          | Misaki Doi                          | Mihaela Buzărnescu Wieronika Kudiermietowa | Hsieh Su-wei Alison Van Uytvanck Sara Sorribes Tormo Laura Siegemund |
| 37.     | 9 września  | Japan Women’s Open Tennis Hiroszima WTA International Series 250 000 $ – Twarda         | Misaki Doi Nao Hibino                 | 3:6, 6:4, 10–4    | Christina McHale Walerija Sawinych  | Mihaela Buzărnescu Wieronika Kudiermietowa | Hsieh Su-wei Alison Van Uytvanck Sara Sorribes Tormo Laura Siegemund |
| 37.     | 9 września  | Jiangxi Open Nanchang WTA International Series 250 000 $ – Twarda                       | Rebecca Peterson                      | 6:2, 6:0          | Jelena Rybakina                     | Peng Shuai Nina Stojanović                 | Zhu Lin Viktorija Golubic Magda Linette Kateryna Kozłowa             |
| 37.     | 9 września  | Jiangxi Open Nanchang WTA International Series 250 000 $ – Twarda                       | Wang Xinyu Zhu Lin                    | 6:2, 7:6(5)       | Peng Shuai Zhang Shuai              | Peng Shuai Nina Stojanović                 | Zhu Lin Viktorija Golubic Magda Linette Kateryna Kozłowa             |
| 38.     | 16 września | Pan Pacific Open Osaka WTA Premier 823 000 $ – Twarda                                   | Naomi Ōsaka                           | 6:2, 6:3          | Anastasija Pawluczenkowa            | Elise Mertens Angelique Kerber             | Julija Putincewa Camila Giorgi Madison Keys Misaki Doi               |
| 38.     | 16 września | Pan Pacific Open Osaka WTA Premier 823 000 $ – Twarda                                   | Chan Hao-ching Latisha Chan           | 7:5, 7:5          | Hsieh Su-wei Hsieh Yu-chieh         | Elise Mertens Angelique Kerber             | Julija Putincewa Camila Giorgi Madison Keys Misaki Doi               |
| 38.     | 16 września | Korea Open Seul WTA International Series 250 000 $ – Twarda                             | Karolína Muchová                      | 6:1, 6:1          | Magda Linette                       | Wang Yafan Jekatierina Aleksandrowa        | Paula Badosa Gibert Priscilla Hon Kirsten Flipkens Kristie Ahn       |
| 38.     | 16 września | Korea Open Seul WTA International Series 250 000 $ – Twarda                             | Lara Arruabarrena Tatjana Maria       | 7:6(7), 3:6, 10–7 | Hayley Carter Luisa Stefani         | Wang Yafan Jekatierina Aleksandrowa        | Paula Badosa Gibert Priscilla Hon Kirsten Flipkens Kristie Ahn       |
| 38.     | 16 września | Guangzhou International Women’s Open Kanton WTA International Series 250 000 $ – Twarda | Sofia Kenin                           | 6:7(4), 6:4, 6:2  | Samantha Stosur                     | Anna Blinkowa Viktorija Golubic            | Marie Bouzková Jasmine Paolini Zhang Shuai Nina Stojanović           |
| 38.     | 16 września | Guangzhou International Women’s Open Kanton WTA International Series 250 000 $ – Twarda | Peng Shuai Laura Siegemund            | 6:2, 6:1          | Alexa Guarachi Giuliana Olmos       | Anna Blinkowa Viktorija Golubic            | Marie Bouzková Jasmine Paolini Zhang Shuai Nina Stojanović           |
| 39.     | 23 września | Wuhan Open Wuhan WTA Premier 5 2 828 000 $ – Twarda                                     | Aryna Sabalenka                       | 6:3, 3:6, 6:1     | Alison Riske                        | Ashleigh Barty Petra Kvitová               | Petra Martić Jelena Rybakina Elina Switolina Dajana Jastremśka       |
| 39.     | 23 września | Wuhan Open Wuhan WTA Premier 5 2 828 000 $ – Twarda                                     | Duan Yingying Wieronika Kudiermietowa | 7:6(3), 6:2       | Elise Mertens Aryna Sabalenka       | Ashleigh Barty Petra Kvitová               | Petra Martić Jelena Rybakina Elina Switolina Dajana Jastremśka       |
| 39.     | 23 września | Tashkent Open Taszkent WTA International Series 250 000 $ – Twarda                      | Alison Van Uytvanck                   | 6:2, 4:6, 6:4     | Sorana Cîrstea                      | Kristýna Plíšková Katarina Zawacka         | Viktória Kužmová Pauline Parmentier Anna Kalinska Danka Kovinić      |
| 39.     | 23 września | Tashkent Open Taszkent WTA International Series 250 000 $ – Twarda                      | Hayley Carter Luisa Stefani           | 6:3, 7:6(4)       | Dalila Jakupović Sabrina Santamaria | Kristýna Plíšková Katarina Zawacka         | Viktória Kužmová Pauline Parmentier Anna Kalinska Danka Kovinić      |
| 40.     | 30 września | China Open Pekin WTA Premier Mandatory 8 285 274 $ – Twarda                             | Naomi Ōsaka                           | 3:6, 6:3, 6:2     | Ashleigh Barty                      | Kiki Bertens Caroline Wozniacki            | Petra Kvitová Elina Switolina Bianca Andreescu Darja Kasatkina       |
| 40.     | 30 września | China Open Pekin WTA Premier Mandatory 8 285 274 $ – Twarda                             | Sofia Kenin Bethanie Mattek-Sands     | 6:3, 6:7(5), 10–7 | Jeļena Ostapenko Dajana Jastremśka  | Kiki Bertens Caroline Wozniacki            | Petra Kvitová Elina Switolina Bianca Andreescu Darja Kasatkina       |

### Październik
| Tydzień | Data            | Turniej                                                                        | Zwyciężczynie                         | Wynik         | Finalistki                             | Półfinalistki                            | Ćwierćfinalistki                                                                                             |
| ------- | --------------- | ------------------------------------------------------------------------------ | ------------------------------------- | ------------- | -------------------------------------- | ---------------------------------------- | --- |
| 41.     | 7 października  | Tianjin Open Tiencin WTA International Series 250 000 $ – Twarda               | Rebecca Peterson                      | 6:4, 6:4      | Heather Watson                         | Uns Dżabir Wieronika Kudiermietowa       | Julija Putincewa Wang Yafan Dajana Jastremśka Magda Linette                                                  |
| 41.     | 7 października  | Tianjin Open Tiencin WTA International Series 250 000 $ – Twarda               | Shūko Aoyama Ena Shibahara            | 6:3, 7:5      | Nao Hibino Miyu Katō                   | Uns Dżabir Wieronika Kudiermietowa       | Julija Putincewa Wang Yafan Dajana Jastremśka Magda Linette                                                  |
| 41.     | 7 października  | Ladies Linz Linz WTA International Series 250 000 $ – Twarda (hala)            | Cori Gauff                            | 6:3, 1:6, 6:2 | Jeļena Ostapenko                       | Andrea Petković Jekatierina Aleksandrowa | Kiki Bertens Viktória Kužmová Kristina Mladenovic Jelena Rybakina                                            |
| 41.     | 7 października  | Ladies Linz Linz WTA International Series 250 000 $ – Twarda (hala)            | Barbora Krejčíková Kateřina Siniaková | 6:4, 6:3      | Barbara Haas Xenia Knoll               | Andrea Petković Jekatierina Aleksandrowa | Kiki Bertens Viktória Kužmová Kristina Mladenovic Jelena Rybakina                                            |
| 42.     | 14 października | Kremlin Cup Moskwa WTA Premier 1 032 000 $ – Twarda (hala)                     | Belinda Bencic                        | 3:6, 6:1, 6:1 | Anastasija Pawluczenkowa               | Karolína Muchová Kristina Mladenovic     | Wieronika Kudiermietowa Jekatierina Aleksandrowa Kirsten Flipkens Kiki Bertens                               |
| 42.     | 14 października | Kremlin Cup Moskwa WTA Premier 1 032 000 $ – Twarda (hala)                     | Shūko Aoyama Ena Shibahara            | 6:2, 6:1      | Kirsten Flipkens Bethanie Mattek-Sands | Karolína Muchová Kristina Mladenovic     | Wieronika Kudiermietowa Jekatierina Aleksandrowa Kirsten Flipkens Kiki Bertens                               |
| 42.     | 14 października | Luxembourg Open Luksemburg WTA International Series 250 000 € – Twarda (hala)  | Jeļena Ostapenko                      | 6:4, 6:1      | Julia Görges                           | Anna Blinkowa Jelena Rybakina            | Antonia Lottner Margarita Gasparian Laura Siegemund Mónica Puig                                              |
| 42.     | 14 października | Luxembourg Open Luksemburg WTA International Series 250 000 € – Twarda (hala)  | Cori Gauff Caty McNally               | 6:2, 6:2      | Kaitlyn Christian Alexa Guarachi       | Anna Blinkowa Jelena Rybakina            | Antonia Lottner Margarita Gasparian Laura Siegemund Mónica Puig                                              |
| 43.     | 21 października | WTA Elite Trophy Zhuhai WTA Championships 2 419 844 $ – Twarda                 | Aryna Sabalenka                       | 6:4, 6:2      | Kiki Bertens                           | Zheng Saisai Karolína Muchová            | Dajana Jastremśka Donna Vekić Sofia Kenin Alison Riske Petra Martić Madison Keys Elise Mertens Maria Sakkari |
| 43.     | 21 października | WTA Elite Trophy Zhuhai WTA Championships 2 419 844 $ – Twarda                 | Ludmyła Kiczenok Andreja Klepač       | 6:3, 6:3      | Duan Yingying Yang Zhaoxuan            | Zheng Saisai Karolína Muchová            | Dajana Jastremśka Donna Vekić Sofia Kenin Alison Riske Petra Martić Madison Keys Elise Mertens Maria Sakkari |
| 44.     | 28 października | BNP Paribas WTA Finals Shenzhen WTA Championships 14 000 000 $ – Twarda (hala) | Ashleigh Barty                        | 6:4, 6:3      | Elina Switolina                        | Belinda Bencic Karolína Plíšková         | Bianca Andreescu Kiki Bertens Simona Halep Sofia Kenin Petra Kvitová Naomi Ōsaka                             |
| 44.     | 28 października | BNP Paribas WTA Finals Shenzhen WTA Championships 14 000 000 $ – Twarda (hala) | Tímea Babos Kristina Mladenovic       | 6:1, 6:3      | Hsieh Su-wei Barbora Strýcová          | Belinda Bencic Karolína Plíšková         | Bianca Andreescu Kiki Bertens Simona Halep Sofia Kenin Petra Kvitová Naomi Ōsaka                             |

## Wielki Szlem
| Turniej         | Gra pojedyncza   | Gra podwójna                    | Gra mieszana                       |
| Australian Open | Naomi Ōsaka      | Samantha Stosur Zhang Shuai     | Barbora Krejčíková Rajeev Ram      |
| French Open     | Ashleigh Barty   | Tímea Babos Kristina Mladenovic | Latisha Chan Ivan Dodig            |
| Wimbledon       | Simona Halep     | Hsieh Su-wei Barbora Strýcová   | Latisha Chan Ivan Dodig            |
| US Open         | Bianca Andreescu | Elise Mertens Aryna Sabalenka   | Bethanie Mattek-Sands Jamie Murray |

## Wygrane turnieje

### Klasyfikacja tenisistek
| Wygrane | Zawodniczka                 | S | D | M | S | D | S | D | S | D | S | D | S | D | S | D | M |
| ------- | --------------------------- | - | - | - | - | - | - | - | - | - | - | - | - | - | - | - | - |
| 6       | Aryna Sabalenka             |   | 1 |   | 1 |   |   | 2 | 1 |   |   |   | 1 |   | 3 | 3 | 0 |
| 6       | Latisha Chan                |   |   | 2 |   |   |   |   |   |   |   | 3 |   | 1 | 0 | 4 | 2 |
| 5       | Ashleigh Barty              | 1 |   |   | 1 |   | 1 |   |   | 1 | 1 |   |   |   | 4 | 1 | 0 |
| 5       | Sofia Kenin                 |   |   |   |   |   |   | 1 |   |   |   |   | 3 | 1 | 3 | 2 | 0 |
| 4       | Elise Mertens               |   | 1 |   |   |   |   | 2 |   |   | 1 |   |   |   | 1 | 3 | 0 |
| 4       | Karolína Plíšková           |   |   |   |   |   |   |   | 1 |   | 3 |   |   |   | 4 | 0 | 0 |
| 4       | Hsieh Su-wei                |   | 1 |   |   |   |   | 1 |   | 1 |   | 1 |   |   | 0 | 4 | 0 |
| 4       | Barbora Strýcová            |   | 1 |   |   |   |   | 1 |   | 1 |   | 1 |   |   | 0 | 4 | 0 |
| 4       | Chan Hao-ching              |   |   |   |   |   |   |   |   |   |   | 3 |   | 1 | 0 | 4 | 0 |
| 3       | Bianca Andreescu            | 1 |   |   |   |   | 1 |   | 1 |   |   |   |   |   | 3 | 0 | 0 |
| 3       | Naomi Ōsaka                 | 1 |   |   |   |   | 1 |   |   |   | 1 |   |   |   | 3 | 0 | 0 |
| 3       | Tímea Babos                 |   | 1 |   |   | 1 |   |   |   |   |   |   |   | 1 | 0 | 3 | 0 |
| 3       | Kristina Mladenovic         |   | 1 |   |   | 1 |   |   |   |   |   |   |   | 1 | 0 | 3 | 0 |
| 3       | Barbora Krejčíková          |   |   | 1 |   |   |   |   |   | 1 |   |   |   | 1 | 0 | 2 | 1 |
| 3       | Kateřina Siniaková          |   |   |   |   |   |   |   |   | 1 |   | 1 |   | 1 | 0 | 3 | 0 |
| 3       | Nicole Melichar             |   |   |   |   |   |   |   |   |   |   | 3 |   |   | 0 | 3 | 0 |
| 3       | Květa Peschke               |   |   |   |   |   |   |   |   |   |   | 3 |   |   | 0 | 3 | 0 |
| 3       | Shūko Aoyama                |   |   |   |   |   |   |   |   |   |   | 1 |   | 2 | 0 | 3 | 0 |
| 3       | Cori Gauff                  |   |   |   |   |   |   |   |   |   |   |   | 1 | 2 | 1 | 2 | 0 |
| 2       | Bethanie Mattek-Sands       |   |   | 1 |   |   |   | 1 |   |   |   |   |   |   | 0 | 1 | 1 |
| 2       | Andreja Klepač              |   |   |   |   | 1 |   |   |   | 1 |   |   |   |   | 0 | 2 | 0 |
| 2       | Belinda Bencic              |   |   |   |   |   |   |   | 1 |   | 1 |   |   |   | 2 | 0 | 0 |
| 2       | Madison Keys                |   |   |   |   |   |   |   | 1 |   | 1 |   |   |   | 2 | 0 | 0 |
| 2       | Wiktoryja Azaranka          |   |   |   |   |   |   |   |   | 1 |   |   |   | 1 | 0 | 2 | 0 |
| 2       | Petra Kvitová               |   |   |   |   |   |   |   |   |   | 2 |   |   |   | 2 | 0 | 0 |
| 2       | Aleksandra Krunić           |   |   |   |   |   |   |   |   |   |   | 1 |   | 1 | 0 | 2 | 0 |
| 2       | Ena Shibahara               |   |   |   |   |   |   |   |   |   |   | 1 |   | 1 | 0 | 2 | 0 |
| 2       | Dajana Jastremśka           |   |   |   |   |   |   |   |   |   |   |   | 2 |   | 2 | 0 | 0 |
| 2       | Rebecca Peterson            |   |   |   |   |   |   |   |   |   |   |   | 2 |   | 2 | 0 | 0 |
| 2       | Jil Teichmann               |   |   |   |   |   |   |   |   |   |   |   | 2 |   | 2 | 0 | 0 |
| 2       | Alison Van Uytvanck         |   |   |   |   |   |   |   |   |   |   |   | 2 |   | 2 | 0 | 0 |
| 2       | Nao Hibino                  |   |   |   |   |   |   |   |   |   |   |   | 1 | 1 | 1 | 1 | 0 |
| 2       | Viktória Kužmová            |   |   |   |   |   |   |   |   |   |   |   |   | 2 | 0 | 2 | 0 |
| 2       | María José Martínez Sánchez |   |   |   |   |   |   |   |   |   |   |   |   | 2 | 0 | 2 | 0 |
| 2       | Caty McNally                |   |   |   |   |   |   |   |   |   |   |   |   | 2 | 0 | 2 | 0 |
| 2       | Peng Shuai                  |   |   |   |   |   |   |   |   |   |   |   |   | 2 | 0 | 2 | 0 |
| 1       | Simona Halep                | 1 |   |   |   |   |   |   |   |   |   |   |   |   | 1 | 0 | 0 |
| 1       | Samantha Stosur             |   | 1 |   |   |   |   |   |   |   |   |   |   |   | 0 | 1 | 0 |
| 1       | Zhang Shuai                 |   | 1 |   |   |   |   |   |   |   |   |   |   |   | 0 | 1 | 0 |
| 1       | Ludmyła Kiczenok            |   |   |   |   | 1 |   |   |   |   |   |   |   |   | 0 | 1 | 0 |
| 1       | Duan Yingying               |   |   |   |   |   |   |   |   | 1 |   |   |   |   | 0 | 1 | 0 |
| 1       | Lucie Hradecká              |   |   |   |   |   |   |   |   | 1 |   |   |   |   | 0 | 1 | 0 |
| 1       | Wieronika Kudiermietowa     |   |   |   |   |   |   |   |   | 1 |   |   |   |   | 0 | 1 | 0 |
| 1       | Kiki Bertens                |   |   |   |   |   |   |   |   |   | 1 |   |   |   | 1 | 0 | 0 |
| 1       | Mona Barthel                |   |   |   |   |   |   |   |   |   |   | 1 |   |   | 0 | 1 | 0 |
| 1       | Anna-Lena Friedsam          |   |   |   |   |   |   |   |   |   |   | 1 |   |   | 0 | 1 | 0 |
| 1       | Margarita Gasparian         |   |   |   |   |   |   |   |   |   |   | 1 |   |   | 0 | 1 | 0 |
| 1       | Anna-Lena Grönefeld         |   |   |   |   |   |   |   |   |   |   | 1 |   |   | 0 | 1 | 0 |
| 1       | Jekatierina Makarowa        |   |   |   |   |   |   |   |   |   |   | 1 |   |   | 0 | 1 | 0 |
| 1       | Alicja Rosolska             |   |   |   |   |   |   |   |   |   |   | 1 |   |   | 0 | 1 | 0 |
| 1       | Amanda Anisimova            |   |   |   |   |   |   |   |   |   |   |   | 1 |   | 1 | 0 | 0 |
| 1       | Fiona Ferro                 |   |   |   |   |   |   |   |   |   |   |   | 1 |   | 1 | 0 | 0 |
| 1       | Caroline Garcia             |   |   |   |   |   |   |   |   |   |   |   | 1 |   | 1 | 0 | 0 |
| 1       | Julia Görges                |   |   |   |   |   |   |   |   |   |   |   | 1 |   | 1 | 0 | 0 |
| 1       | Polona Hercog               |   |   |   |   |   |   |   |   |   |   |   | 1 |   | 1 | 0 | 0 |
| 1       | Magda Linette               |   |   |   |   |   |   |   |   |   |   |   | 1 |   | 1 | 0 | 0 |
| 1       | Petra Martić                |   |   |   |   |   |   |   |   |   |   |   | 1 |   | 1 | 0 | 0 |
| 1       | Karolína Muchová            |   |   |   |   |   |   |   |   |   |   |   | 1 |   | 1 | 0 | 0 |
| 1       | Garbiñe Muguruza            |   |   |   |   |   |   |   |   |   |   |   | 1 |   | 1 | 0 | 0 |
| 1       | Jeļena Ostapenko            |   |   |   |   |   |   |   |   |   |   |   | 1 |   | 1 | 0 | 0 |
| 1       | Julija Putincewa            |   |   |   |   |   |   |   |   |   |   |   | 1 |   | 1 | 0 | 0 |
| 1       | Alison Riske                |   |   |   |   |   |   |   |   |   |   |   | 1 |   | 1 | 0 | 0 |
| 1       | Jelena Rybakina             |   |   |   |   |   |   |   |   |   |   |   | 1 |   | 1 | 0 | 0 |
| 1       | Maria Sakari                |   |   |   |   |   |   |   |   |   |   |   | 1 |   | 1 | 0 | 0 |
| 1       | Anastasija Sevastova        |   |   |   |   |   |   |   |   |   |   |   | 1 |   | 1 | 0 | 0 |
| 1       | Wang Yafan                  |   |   |   |   |   |   |   |   |   |   |   | 1 |   | 1 | 0 | 0 |
| 1       | Jekatierina Aleksandrowa    |   |   |   |   |   |   |   |   |   |   |   |   | 1 | 0 | 1 | 0 |
| 1       | Lara Arruabarrena           |   |   |   |   |   |   |   |   |   |   |   |   | 1 | 0 | 1 | 0 |
| 1       | Irina-Camelia Begu          |   |   |   |   |   |   |   |   |   |   |   |   | 1 | 0 | 1 | 0 |
| 1       | Eugenie Bouchard            |   |   |   |   |   |   |   |   |   |   |   |   | 1 | 0 | 1 | 0 |
| 1       | Hayley Carter               |   |   |   |   |   |   |   |   |   |   |   |   | 1 | 0 | 1 | 0 |
| 1       | Sorana Cîrstea              |   |   |   |   |   |   |   |   |   |   |   |   | 1 | 0 | 1 | 0 |
| 1       | Gabriela Dabrowski          |   |   |   |   |   |   |   |   |   |   |   |   | 1 | 0 | 1 | 0 |
| 1       | Misaki Doi                  |   |   |   |   |   |   |   |   |   |   |   |   | 1 | 0 | 1 | 0 |
| 1       | Sharon Fichman              |   |   |   |   |   |   |   |   |   |   |   |   | 1 | 0 | 1 | 0 |
| 1       | Kirsten Flipkens            |   |   |   |   |   |   |   |   |   |   |   |   | 1 | 0 | 1 | 0 |
| 1       | Darja Gawriłowa             |   |   |   |   |   |   |   |   |   |   |   |   | 1 | 0 | 1 | 0 |
| 1       | Zoe Hives                   |   |   |   |   |   |   |   |   |   |   |   |   | 1 | 0 | 1 | 0 |
| 1       | Darija Jurak                |   |   |   |   |   |   |   |   |   |   |   |   | 1 | 0 | 1 | 0 |
| 1       | Anna Kalinska               |   |   |   |   |   |   |   |   |   |   |   |   | 1 | 0 | 1 | 0 |
| 1       | Desirae Krawczyk            |   |   |   |   |   |   |   |   |   |   |   |   | 1 | 0 | 1 | 0 |
| 1       | Johanna Larsson             |   |   |   |   |   |   |   |   |   |   |   |   | 1 | 0 | 1 | 0 |
| 1       | Cornelia Lister             |   |   |   |   |   |   |   |   |   |   |   |   | 1 | 0 | 1 | 0 |
| 1       | Tatjana Maria               |   |   |   |   |   |   |   |   |   |   |   |   | 1 | 0 | 1 | 0 |
| 1       | Andreea Mitu                |   |   |   |   |   |   |   |   |   |   |   |   | 1 | 0 | 1 | 0 |
| 1       | Asia Muhammad               |   |   |   |   |   |   |   |   |   |   |   |   | 1 | 0 | 1 | 0 |
| 1       | Monica Niculescu            |   |   |   |   |   |   |   |   |   |   |   |   | 1 | 0 | 1 | 0 |
| 1       | Giuliana Olmos              |   |   |   |   |   |   |   |   |   |   |   |   | 1 | 0 | 1 | 0 |
| 1       | Ellen Perez                 |   |   |   |   |   |   |   |   |   |   |   |   | 1 | 0 | 1 | 0 |
| 1       | Kristýna Plíšková           |   |   |   |   |   |   |   |   |   |   |   |   | 1 | 0 | 1 | 0 |
| 1       | Anastasija Potapowa         |   |   |   |   |   |   |   |   |   |   |   |   | 1 | 0 | 1 | 0 |
| 1       | Maria Sanchez               |   |   |   |   |   |   |   |   |   |   |   |   | 1 | 0 | 1 | 0 |
| 1       | Astra Sharma                |   |   |   |   |   |   |   |   |   |   |   |   | 1 | 0 | 1 | 0 |
| 1       | Laura Siegemund             |   |   |   |   |   |   |   |   |   |   |   |   | 1 | 0 | 1 | 0 |
| 1       | Jana Sizikowa               |   |   |   |   |   |   |   |   |   |   |   |   | 1 | 0 | 1 | 0 |
| 1       | Sara Sorribes Tormo         |   |   |   |   |   |   |   |   |   |   |   |   | 1 | 0 | 1 | 0 |
| 1       | Luisa Stefani               |   |   |   |   |   |   |   |   |   |   |   |   | 1 | 0 | 1 | 0 |
| 1       | Nina Stojanović             |   |   |   |   |   |   |   |   |   |   |   |   | 1 | 0 | 1 | 0 |
| 1       | Wang Xinyu                  |   |   |   |   |   |   |   |   |   |   |   |   | 1 | 0 | 1 | 0 |
| 1       | Renata Voráčová             |   |   |   |   |   |   |   |   |   |   |   |   | 1 | 0 | 1 | 0 |
| 1       | Xu Yifan                    |   |   |   |   |   |   |   |   |   |   |   |   | 1 | 0 | 1 | 0 |
| 1       | Yang Zhaoxuan               |   |   |   |   |   |   |   |   |   |   |   |   | 1 | 0 | 1 | 0 |
| 1       | Zheng Saisai                |   |   |   |   |   |   |   |   |   |   |   |   | 1 | 0 | 1 | 0 |
| 1       | Zhu Lin                     |   |   |   |   |   |   |   |   |   |   |   |   | 1 | 0 | 1 | 0 |
| 1       | Wiera Zwonariowa            |   |   |   |   |   |   |   |   |   |   |   |   | 1 | 0 | 1 | 0 |

### Klasyfikacja państw
| Wygrane | Państwo           | S | D | M | S | D | S | D | S | D | S | D | S | D | S | D  | M |
| ------- | ----------------- | - | - | - | - | - | - | - | - | - | - | - | - | - | - | -- | - |
| 23      | Czechy            |   | 1 | 1 |   |   |   | 1 | 1 | 4 | 5 | 5 | 1 | 4 | 7 | 15 | 1 |
| 23      | Stany Zjednoczone |   |   | 1 |   |   |   | 2 | 1 |   | 1 | 3 | 6 | 9 | 8 | 14 | 1 |
| 14      | Chińskie Tajpej   |   | 1 | 2 |   |   |   | 1 |   | 1 |   | 7 |   | 2 | 0 | 12 | 2 |
| 11      | Japonia           | 1 |   |   |   |   | 1 |   |   |   | 1 | 2 | 1 | 5 | 4 | 7  | 0 |
| 10      | Australia         | 1 | 1 |   | 1 |   | 1 |   |   | 1 | 1 |   |   | 4 | 4 | 6  | 0 |
| 10      | Chiny             |   | 1 |   |   |   |   |   |   | 1 |   |   | 1 | 7 | 1 | 9  | 0 |
| 8       | Białoruś          |   | 1 |   | 1 |   |   | 2 | 1 | 1 |   |   | 1 | 1 | 3 | 5  | 0 |
| 8       | Rosja             |   |   |   |   |   |   |   |   | 1 |   | 2 |   | 5 | 0 | 8  | 0 |
| 7       | Belgia            |   | 1 |   |   |   |   | 2 |   |   | 1 |   | 2 | 1 | 3 | 4  | 0 |
| 6       | Kanada            | 1 |   |   |   |   | 1 |   | 1 |   |   |   |   | 3 | 3 | 3  | 0 |
| 6       | Niemcy            |   |   |   |   |   |   |   |   |   |   | 3 | 1 | 2 | 1 | 5  | 0 |
| 5       | Rumunia           | 1 |   |   |   |   |   |   |   |   |   |   |   | 4 | 1 | 4  | 0 |
| 5       | Francja           |   | 1 |   |   | 1 |   |   |   |   |   |   | 2 | 1 | 2 | 3  | 0 |
| 5       | Hiszpania         |   |   |   |   |   |   |   |   |   |   |   | 1 | 4 | 1 | 4  | 0 |
| 4       | Szwajcaria        |   |   |   |   |   |   |   | 1 |   | 1 |   | 2 |   | 4 | 0  | 0 |
| 4       | Szwecja           |   |   |   |   |   |   |   |   |   |   |   | 2 | 2 | 2 | 2  | 0 |
| 3       | Węgry             |   | 1 |   |   | 1 |   |   |   |   |   |   |   | 1 | 0 | 3  | 0 |
| 3       | Słowenia          |   |   |   |   | 1 |   |   |   | 1 |   |   | 1 |   | 1 | 2  | 0 |
| 3       | Ukraina           |   |   |   |   | 1 |   |   |   |   |   |   | 2 |   | 2 | 1  | 0 |
| 3       | Serbia            |   |   |   |   |   |   |   |   |   |   | 1 |   | 2 | 0 | 3  | 0 |
| 2       | Polska            |   |   |   |   |   |   |   |   |   |   | 1 | 1 |   | 1 | 1  | 0 |
| 2       | Kazachstan        |   |   |   |   |   |   |   |   |   |   |   | 2 |   | 2 | 0  | 0 |
| 2       | Chorwacja         |   |   |   |   |   |   |   |   |   |   |   | 1 | 1 | 1 | 1  | 0 |
| 2       | Łotwa             |   |   |   |   |   |   |   |   |   |   |   | 2 |   | 2 | 0  | 0 |
| 2       | Słowacja          |   |   |   |   |   |   |   |   |   |   |   |   | 2 | 0 | 2  | 0 |
| 1       | Holandia          |   |   |   |   |   |   |   |   |   | 1 |   |   |   | 1 | 0  | 0 |
| 1       | Grecja            |   |   |   |   |   |   |   |   |   |   |   | 1 |   | 1 | 0  | 0 |
| 1       | Brazylia          |   |   |   |   |   |   |   |   |   |   |   |   | 1 | 0 | 1  | 0 |
| 1       | Meksyk            |   |   |   |   |   |   |   |   |   |   |   |   | 1 | 0 | 1  | 0 |

## Obronione tytuły
- Julia Görges – ASB Classic (singiel)
- Alison Van Uytvanck – Hungarian Ladies Open (singiel)
- Garbiñe Muguruza – Monterrey Open (singiel)
- Ashleigh Barty – Rzym (debel)
- Latisha Chan – French Open (mikst)
- Květa Peschke – San Jose (debel)
- Lucie Hradecká – Cincinnati (debel)
- Bethanie Mattek-Sands – US Open (mikst)
- Aryna Sabalenka – Wuhan Open (singiel)
- Ludmyła Kiczenok – WTA Elite Trophy (debel)
- Tímea Babos – WTA Finals (debel)
- Kristina Mladenovic – WTA Finals (debel)